# Urnula
Urnula Fr., Summa vegetabilium Scandinaviae (Stockholm): 364 (1849).
Urnula è un genere di funghi ascomiceti con carpoforo a forma di coppa, di colore scuro e coriaceo, con pedunculo  ornato da evidenti fibrille bruno-nerastre.

## Specie diUrnula
La specie tipo è Urnula craterium (Schwein.) Fr. (1851), altre specie incluse sono:
- Urnula brachysperma Brunelli (1998)
- Urnula geaster Peck
- Urnula groenlandica Dissing (1981)
- Urnula hartii Berk.
- Urnula helvelloides Donadini, Berthet & Astier (1973)
- Urnula hiemalis Nannf. (1949)
- Urnula lusitanica Torrend & Boud.
- Urnula mediterranea (M. Carbone, Agnello & Baglivo) M. Carbone, Agnello & P. Alvarado
- Urnula megalocrater Malençon & Le Gal (1958)
- Urnula microcrater (Hazsl.) Sacc. (1889)
- Urnula minor Fr.
- Urnula philippinarum Rehm
- Urnula platensis Speg. (1899)
- Urnula pouchetii Berthet & Riousset (1965)
- Urnula rhytidia (Berk.) Cooke (1889)
- Urnula rugosa (Lév.) Le Gal (1958)
- Urnula torrendii Boud.